# Mohammed Alhassan
Mohammed Alhassan (sinh ngày 9 tháng 1 năm 1984) là một cầu thủ bóng đá người Ghana. Hiện tại anh thi đấu cho Eleven Wise.

## Sự nghiệp
Alhassan là thủ môn số 2 của Asante Kotoko, đội bóng tạo nhều điều kiện cho anh hơn khi anh chọn ký hợp đồng với Asante Kotoko trước kình địch Hearts of Oak. Vào tháng 7 năm 2008 anh chuyển từ Asante Kotoko đến Kessben F.C. bao gồm đồng đội Michael Ofosu-Appiah, sau 6 tháng anh rời Prempeh và ký hợp đồng với Eleven Wise.

## Quốc tế
Anh là một phần của Đội tuyển Olympic Ghana năm 2004, nhưng không thi đấu một trận nào.